# 三尾短期大学
三尾短期大学（みおたんきだいがく）は、和歌山県和歌山市西浜小二里599において1950年に設置される計画のあった日本の私立短期大学である

## 概要
- まず1949年、当時の文部省に提出された設置認可の申請に関する書類に名称の記載のみある[5][6]。
- 次に、公式ではないが某サイトによると当時三尾高等学校を経営していた三尾邦三により、その併設校として和歌山県和歌山市西浜小二里599[2]に設置する計画があり、なおかつ用地も確保されていた旨の記事がある[1]。しかし、開学にこぎつけることはできず、現在に至っている。

## 設置予定学科
- 法警学科 入学定員100名[3]